# Andrés Estrada
Andrés Estrada Murillo (* 12. November 1967 in Cali) ist ein ehemaliger kolumbianischer Fußballspieler. Er spielte bei verschiedenen kolumbianischen Erstligisten und kam auf 12 Einsätze in der kolumbianischen Nationalmannschaft. Zudem gewann Estrada zwei Mal die kolumbianische Meisterschaft und zwei Mal den südamerikanischen Wettbewerb Copa Merconorte.

## Vereinskarriere
Estrada begann seine professionelle Karriere in seiner Geburtsstadt bei Deportivo Cali, nachdem er aus der Jugend aufgerückt war. Dort spielte er bis 1997 mit Ausnahme von zwei Kurzaufenthalten bei Once Caldas und Independiente Medellín. Mit Deportivo Cali gewann Estrada 1995/96 die kolumbianische Meisterschaft. Nach seinem Wechsel 1998 zu Atlético Nacional konnte er die Meisterschaft 1999 erneut gewinnen. Zudem gewann er mit seinem neuen Klub 1998 und 2000 den internationalen Pokal Copa Merconorte, in dem Vereine aus dem Norden Südamerikas sowie 2000 auch aus Mexiko und Costa Rica mitspielten. 2001 wechselte Estrada zu Atlético Bucaramanga. 2005 ging er in die USA zu den Long Island Rough Riders und beendete dort seine Karriere.

## Nationalmannschaft
1987 spielte Estrada für die U-20-Nationalmannschaft bei der Junioren-Weltmeisterschaft in Chile mit. Sein Team schied in der Vorrunde aus, bei der Estrada beim 2:2 gegen Schottland im letzten Gruppenspiel 65 Spielminuten zum Einsatz kam.
Erstmals für die kolumbianische A-Nationalmannschaft lief Estrada im März 1996 beim 3:0-Sieg im Freundschaftsspiel gegen Trinidad und Tobago auf. Bei der Copa América 1997 stand Estrada 20 Spielminuten im letzten Gruppenspiel gegen Brasilien auf dem Platz. Er bestritt weitere Freundschafts- und Qualifikationsspiele für sein Land. Bei der Weltmeisterschaft 1998 in Frankreich stand Estrada im Kader Kolumbiens, kam aber nicht zum Einsatz. Nach nur einem Sieg in drei Spielen schied Kolumbien in der Gruppenphase aus.

## Erfolge
Deportivo Cali
- Categoría Primera A: 1995/96

Atlético Nacional
- Categoría Primera A: 1999
- Copa Merconorte (2): 1998, 2000